# Mil (jednostka miary)
Mil – jednostka miary, równa 1/1000 cala, używana jako podstawa rastra przy projektowaniu obwodów drukowanych i innych produktów stosowanych w elektronice oraz przy określaniu grubości taśmy magnetycznej. 1 mil = 25,4 μm.
Rozstaw 2,54 mm, czyli 100 mili, mają między innymi złącza kart ISA oraz wyprowadzenia układów scalonych w obudowach typu DIP (dual in-line package) przeznaczonych do montażu przewlekanego. 
W nowszych rozwiązaniach dominują układy o wyższej gęstości druku. Podwójna gęstość oznacza rozstaw wyprowadzeń 50 mil (na przykład procesor Intel Pentium 4 oraz przeznaczone do automatycznego montażu powierzchniowego układy w obudowach SOIC (Small Outline Integrated Circuit). Poczwórna gęstość to rozstaw wyprowadzeń 25 mil (spotykany w układach SSOP (Shrunk Small Outline Package). Spotykane są również układy scalone i inne elementy elektroniczne (w szczególności złącza) o wyprowadzeniach opartych na innych rastrach, np. milimetrowych.